# 2012 في كوريا الشمالية
فيما يلي قوائم الأحداث التي وقعت خلال عام 2012 في كوريا الشمالية.

## سياسة

### تعيين في المنصب
- 11 أبريل – كم جونغ أون الأمين الأول لحزب العمال الكوري.

## رياضة
- 1 يناير – كوريا الشمالية في الألعاب الأولمبية الصيفية 2012

## وفيات

### سبتمبر
- 3 سبتمبر – سون ميونغ مون (مواليد 1920) قائد ديني كوري جنوبي.